# Bibliothèque municipale de Val-David
La bibliothèque de Val-David est la bibliothèque municipale du village de Val-David, situé dans la province de Québec au Canada. Elle est située au 1355 rue de l'Académie. 

## Histoire
Le projet de bibliothèque est créé en 1964 par un groupe de citoyennes de Val-David (le cercle éducatif et culturel), composé de Pierrette Mathieu, Andrée Dufresne, Cécile Dufresne, Yvonne Dufresne, Nicole Kretz et Ginette Brazeau. À l’époque, les écoles n’avaient pas de bibliothèque et ces femmes étaient déterminés d’en créer une pour le village de Val-David. 
Avant même que la bibliothèque de Val-David ait un local, Madame Pierrette Mathieu tenait directement dans sa maison un comptoir de prêt. Elle entreposait dans son sous-sol les documents de la bibliothèque, notamment les dons obtenus de la bibliothèque de Verdun. Les membres du cercle éducatif et culturel et l’amie de Pierrette Mathieu, Lucille Bélec-Dufresne, ont procédé au classement et l’étiquetage des documents. Toutes les personnes impliquées dans la création de la bibliothèque étaient bénévoles ; les femmes n’avaient pas d’emploi à l’époque. Deux femmes sont considérées comme les fondatrices officielles de la bibliothèque : Pierrette Mathieu et Lucille Bélec-Dufresne. 
En 1967, le président de la commission scolaire du village, Engelbert Leroux prête un local dans l’école Saint-Jean Baptiste pour la bibliothèque. Ce local sera réquisitionné pour accueillir les élèves de la maternelle, un nouveau programme qui a été mis en place par le gouvernement libéral de Jean Lesage dans les années 1960.  En 1972, la bibliothèque déménagera dans le sous-sol de l’église qui a été aménagé pour être fonctionnel, notamment grâce au don de 5 000 $ de Monsieur O’Connel, directeur du Montreal Star. Le sous-sol de l’Église sera réquisitionné à son tour par la paroisse après quelques années. 
Pierrette Mathieu rédigea et présenta un projet de bibliothèque au ministère des Affaires culturelles qui permit d’obtenir une subvention importante, qui fut versé à la municipalité. En 1987, la municipalité fait construire l’édifice actuel de la bibliothèque. Pierrette Mathieu sera responsable de la bibliothèque de 1964 à 1989. À partir de 1989, la bibliothèque sera gérée par un responsable rémunéré qui collaborera avec un groupe de bénévole.
En 2005, l’abonnement à la bibliothèque devient gratuit, grâce à l’initiative de Michel Usal qui était alors responsable de la bibliothèque. Auparavant, le prêt se faisait au cout de 0,25 $ par prêts.

## Description
La bibliothèque de Val-David dessert une population de 5 306 habitants. La bibliothèque relève directement de la municipalité. Elle compte 19 425 documents et 1 791 usagers inscrits. Elle fait aussi partie du Réseau Biblio des Laurentides.
La municipalité de Val-David a un projet de construction d’une nouvelle bibliothèque depuis plus de 10 ans. Une consultation publique a eu lieu afin de recueillir les idées de tous les villageois. La construction de la bibliothèque était prévue pour 2020. 
En 2021, la responsable de la bibliothèque est Nicole Gagné. La bibliothèque compte aussi deux commis : Lucie Charrette et Michel Usal. Bien que l’abonnement soit gratuit. Des frais de 2 $ sont demandés lors du prêt de livre plus populaire.

## Missions
La mission de la bibliothèque Val-David s’inscrit en droite ligne avec les bibliothèques publiques qui s’inspire du manifeste de l’UNESCO qui vise «à répondre aux besoins d’information, d’éducation, de culture et de divertissement de sa population de tous âges. Elle favorise le goût de la lecture par ses collections et ses animations, devenant ainsi une porte locale d’accès à la connaissance sous toutes ses formes ». Elle donne accès à des ressources imprimées, audiovisuelles et numériques afin de répondre aux besoins d’information, de culture, d’apprentissage et de divertissement de la communauté. Cette mission rejoint la mentalité présentée par David Lankes qui affirme que les bibliothèques devraient tendre davantage vers l’équité que l’égalité envers ses usagers, autant dans ses services que ses infrastructures et dont les éléments devraient être dictés par les besoins et les spécificités de ses communautés desservies et non par les bibliothécaires.

## Services
La bibliothèque de val-David offre plusieurs services gratuits à sa population: abonnement et émission de la carte de la bibliothèque, prêt de documents, prêt entre bibliothèque (PEB), prêt institutionnel, accès aux collections et consultation sur place, aide aux lecteurs et de référence, accès à des postes multiservices, activités culturelles et sociales, aide personnalisée et/ou ateliers d’initiation aux nouvelles technologies, collection spéciale « Biblio-Aidants », un service d'information à l’intention des proches aidants. Outre ces services, la bibliothèque offre des expositions mensuelles thématiques de documents .
En plus des services de base, la bibliothèque de Val-David offre un service complémentaire: la location des titres les plus populaires (best-sellers) qui coûte 2 $ pour chacun des titres sollicités. La bibliothèque municipale de Val-David aiguillonne le potentiel créatif de sa communauté et fait preuve elle-même d’innovation grâce à ces services et actions qu’elle lui offre. En outre, la bibliothèque de Val-David, étant affiliée au Réseau Biblio Laurentides, offre à ses usagers la possibilité de consulter leur dossier en ligne via le NIP Biblio, renouveler un prêt, réserver des documents ou annuler une réservation. Le NIP Biblio permet aux citoyens de Val-David d’accéder à une multitude de sites et de services.

## Collections
La bibliothèque de Val-David détient une collection variée et développée pour répondre aux besoins de l’ensemble de la population dont 33% fréquente la bibliothèque sur une base régulière. Au sein de celle-ci, on retrouve notamment des romans, littératures et bandes dessinées, documentaires, périodiques, ouvrages de référence, revues et journaux, documents électroniques et audiovisuels, publications officielles et des jouets et des jeux. Pour le public jeunesse, elle propose une quantité impressionnante de mangas et de bandes dessinées. 